# Hudson Falls
Hudson Falls es una villa ubicada en el condado de Washington en el estado estadounidense de Nueva York. En el año 2000 tenía una población de 6,927 habitantes y una densidad poblacional de 1,453.1 personas por km².

## Geografía
Hudson Falls se encuentra ubicada en las coordenadas 43°18′8″N 73°34′50″O / 43.30222, -73.58056.

## Demografía
Según la Oficina del Censo en 2000 los ingresos medios por hogar en la localidad eran de $31,516, y los ingresos medios por familia eran $37,628. Los hombres tenían unos ingresos medios de $31,107 frente a los $21,215 para las mujeres. La renta per cápita para la localidad era de $17,575. Alrededor del 12.8% de la población estaban por debajo del umbral de pobreza.

## Residentes famosos
- William Bronk